# Augusto Gomes
Augusto Gomes est un athlète français né le 5 mars 1974 à Armamar (Portugal). Spécialiste du cross-country, 1/2 fond, fond, relais, 10 000 m et semi-marathon.
International français de 1998 à 2005, il compte 10 sélections en équipe de France.

## Médailles en grands championnats
- 2001 : 2e en cross par équipes aux Championnats d'Europe de Cross de Thoune ( Suisse)
- 1999 : 3e en cross par équipes aux Championnats d'Europe de Cross de Velenje ( Slovénie)